# Rhizoglossum
Rhizoglossum, monotipski biljni rod iz porodice Ophioglossaceae smješten u potporodicu Ophioglossoideae. 
Jedina vrsta je R. bergianum, endem iz južnoafričkih provincija Western Cape i Northern Cape

## Sinonimi
- Ophioglossum bergianum Schltdl.